# Helmut Seßler
Helmut Seßler (* 1. Januar 1949 in Hockenheim) ist ein deutscher Unternehmer, Bankkaufmann, Betriebswirt, Immobilienfachwirt und Master of Business Administration (MBA) Human Resources Management, Fachbuchautor, Verkaufstrainer und Verkaufstrainer-Ausbilder. 

## Leben
Nach einer Lehrzeit zum Bankkaufmann, sowie Tätigkeit bei der Deutschen Bank in Mannheim leitete Seßler ab 1971 die Zweigstelle der Sparkasse Hockenheim und wurde 1978 Bezirksleiter der Landesbausparkasse Karlsruhe. 1980 bis 1989 war er geschäftsführender Gesellschafter der Immofinanz Heidelberg, der GEKA Kapitalanlagegesellschaft und der JoWeCo Bauträgergesellschaft. 1989 gründete er das INtem Institut für Trainingsentwicklung und Methodenforschung; 1990 die INtem Trainergruppe Seßler & Partner GmbH, den INtem Media Verlag und die European Learning Academy (ELA). Seit 1998 ist er Vorstandsmitglied im Q-Pool 100 (die offizielle Qualitätsgemeinschaft internationaler Wirtschaftstrainer und Berater e.V.).
Er ist Gründer der INtem-Gruppe, zu der die INtem Trainergruppe Seßler & Partner, das INtem Institut für Trainingsentwicklung und Methodenforschung und der INtem Media Verlag gehören. Er ist zudem Gründer der European Learning Academy sowie Gründungsmitglied und seit 1998 Vorstandsmitglied im Q-Pool 100 (die offizielle Qualitätsgemeinschaft internationaler Wirtschaftstrainer und Berater e.V.).

## Auszeichnungen
- 1994: Deutscher Trainingspreis in Gold, verliehen vom Bund Deutscher Verkaufsförder und Trainer e.V[4]
- 1998: Deutscher Trainingspreis in Silber, verliehen vom Bund Deutscher Verkaufsförder und Trainer e.V[4]
- 2000: Weiterbildungsinnovationspreis, verliehen vom Bundesinstitut für Berufsbildung (BiBB)[4]
- 2006: Internationaler Deutscher Trainingspreis in Silber, verliehen vom Bundesband der Verkaufsförderer und Trainer e.V.[4]
- 2007: Internationaler Deutscher Trainingspreis in Silber, verliehen vom Bundesband der Verkaufsförderer und Trainer e.V.[4]
- 2008: Internationaler Deutscher Trainingspreis in Gold, verliehen vom Bundesband der Verkaufsförderer und Trainer e.V.[4]
- 2012 I: Internationaler Deutscher Trainingspreis in Silber, verliehen vom BDVT e.V. (Berufsverband für Trainer, Berater und Coaches)[5]
- 2012 II: Internationaler Deutscher Trainingspreis in Silber, verliehen vom BDVT e.V. (Berufsverband für Trainer, Berater und Coaches)[6]
- 2013: Internationaler Deutscher Trainingspreis in Silber, verliehen vom BDVT e.V. (Berufsverband für Trainer, Berater und Coaches)[7]

## Publikationen
- Vom Bankberater zum Beziehungsmanager: Wissen, Können, Einstellung. Wiesbaden: Gabler Verlag, 1996, ISBN 3-409-14094-8
- Die Dental-Beraterin : therapiesichernde Beratung in der täglichen Praxis. München: Synergethik-Verlag, 1999, ISBN 3-9806895-0-6
- Der Beziehungs-Manager : so erreichen Sie im Verkauf, was immer Sie wollen. Mannheim: Korter Verlag, 2002, ISBN 3-929839-08-3
- 30 Minuten für aktives Beziehungsmanagement. Offenbach: Gabal Verlag, 2003, ISBN 3-89749-296-2
- Als Führungskraft erfolgreich coachen : wie Sie sich selbst und ihre Mitarbeiter ergebnisorientiert steuern ; ein Arbeitsbuch mit praxisbezogenen Übungen und Checklisten. Mannheim: INtem Media, 2005, ISBN 3-9808148-3-1
- Kommunikation – Erfolgsfaktor in der Medizin : Teamführung, Patientengespräch, Networking & Selbstmarketing.  Heidelberg : Springer, 2007, ISBN 978-3-540-48590-2
- Als Führungskraft erfolgreich coachen : wie Sie sich selbst und Ihre Mitarbeiter zu Spitzenleistungen führen ; ein Arbeitsbuch mit praxisbezogenen Übungen und Checklisten.  Mannheim : INtem Media, 2010, ISBN 978-3-9808148-7-4
- 30 Minuten für aktives Beziehungsmanagement (Elektronische Ressource). Offenbach, GABAL Verlag, 2010, ISBN 978-3-86200-242-9
- Limbic® Sales : Spitzenverkäufe durch Emotionen. 2. Aufl. Freiburg im Breisgau : Haufe-Lexware, 2013, ISBN 978-3-648-03778-2